# 1. deild kvinnur (2003)
W roku 2003 odbyła się 19. edycja 1. deild kvinnur – pierwszej ligi piłki nożnej kobiet na Wyspach Owczych. W rozgrywkach wzięło udział 10 klubów z całego archipelagu. Tytułu mistrzowskiego broniła drużyna KÍ Klaksvík, zdobywając go ponownie po raz piąty w swojej historii.
Na jeden sezon zlikwidowano wówczas drugą ligę, przez co wszystkie zainteresowane zespoły mogły grać w 1. deild kvinnur. Mistrz Wysp Owczych dostawał prawo do gry w Pucharze UEFA Kobiet.

## Uczestnicy
| Uczestnicy 1. deild kvinnur 2002                                                                              | Uczestnicy 1. deild kvinnur 2002 | Uczestnicy 1. deild kvinnur 2002 | Uczestnicy 1. deild kvinnur 2002 |
| --- | -------------------------------- | -------------------------------- | -------------------------------- |
| KÍ | KÍ Klaksvík                      | 1                                |                                  |
| B36 | B36 Tórshavn                     | 2                                |                                  |
| B68 | B68 Toftir                       | 3                                |                                  |
| GÍ | GÍ Gøta                          | 4                                |                                  |
| HB | HB Tórshavn                      | 5                                |                                  |
| Awans z 2. deild kvinnur 2002                                                                                 |                                  |                                  |                                  |
| AB | AB Argir                         |                                  |                                  |
| B71 | B71 Sandoy                       |                                  |                                  |
| EBS | EB/Streymur                      |                                  |                                  |
| FSV | FS Vágar                         |                                  |                                  |
| SÍS | SÍ Sumba                         |                                  |                                  |
| Oznaczenia: - kolumna pierwsza – skróty nazw drużyn, - kolumna trzecia – miejsce zajęte w poprzednim sezonie. |                                  |                                  |                                  |

## Rozgrywki

### Tabela ligowa
| Lp. | Drużyna         | M  | Z  | R | P  | Bramki | Bramki | Różn. | Pkt | Uwagi                       |
| --- | --------------- | -- | -- | - | -- | ------ | ------ | ----- | --- | --------------------------- |
| 1   | KÍ Klaksvík (M) | 16 | 16 | 0 | 0  | 149    | 6      | +143  | 48  | Puchar UEFA • Runda grupowa |
| 2   | B68 Toftir      | 16 | 12 | 2 | 2  | 65     | 27     | +38   | 38  |                             |
| 3   | HB Tórshavn (S) | 16 | 12 | 1 | 3  | 73     | 23     | +50   | 37  | Drużyna rozwiązana          |
| 4   | B36 Tórshavn    | 16 | 8  | 3 | 5  | 41     | 33     | +8    | 27  |                             |
| 5   | GÍ Gøta         | 16 | 7  | 1 | 8  | 41     | 50     | −9    | 22  |                             |
| 6   | EB/Streymur     | 16 | 3  | 2 | 11 | 22     | 68     | −46   | 11  |                             |
| 7   | AB Argir        | 16 | 3  | 1 | 12 | 16     | 79     | −63   | 10  |                             |
| 8   | SÍ Sumba        | 16 | 2  | 2 | 12 | 7      | 65     | −58   | 8   |                             |
| 9   | FS Vágar        | 16 | 2  | 2 | 12 | 14     | 77     | −63   | 8   | Baraże o 1. deild           |
| 10  | B71 Sandoy (S)  | 0  | 0  | 0 | 0  | 0      | 0      | 0     | 0   | Drużyna rozwiązana          |

### Wyniki spotkań
| Gospodarz \ Gość | AB   | B36  | B68 | B71 | EBS  | FSV  | GÍ   | HB  | KÍ   | SÍS  |
| AB Argir         |      | 1:6  | 0:3 | 1   | 1:3  | 1:0  | 0:3  | 1:9 | 0:10 | 1:0  |
| B36 Tórshavn     | 4:0  |      | 3:3 | 1   | 7:1  | 5:0  | 1:0  | 1:3 | 1:2  | 4:0  |
| B68 Toftir       | 9:0  | 2:0  |     | 1   | 4:1  | 6:0  | 3:2  | 2:0 | 1:6  | 9:0  |
| B71 Sandoy       | 1    | 1    | 1   |     | 1    | 1    | 1    | 1   | 1    | 1    |
| EB/Streymur      | 2:2  | 1:4  | 0:7 | 1   |      | 2:3  | 1:2  | 0:7 | 0:10 | 0:0  |
| FS Vágar         | 2:1  | 0:0  | 2:3 | 1   | 1:5  |      | 2:5  | 0:2 | 1:16 | 0:0  |
| GÍ Gøta          | 6:4  | 2:2  | 3:5 | 1   | 4:2  | 7:2  |      | 1:3 | 0:7  | 6:0  |
| HB Tórshavn      | 2:1  | 7:0  | 2:2 | 1   | 6:1  | 13:1 | 5:0  |     | 0:8  | 5:0  |
| KÍ Klaksvík      | 18:0 | 10:0 | 8:1 | 1   | 10:0 | 11:0 | 10:0 | 4:2 |      | 10:0 |
| SÍ Sumba         | 2:3  | 1:3  | 0:5 | 1   | 0:3  | 2    | 3:0  | 1:7 | 0:9  |      |

Aktualne na 13 maja 2015. Źródło: FaroeSoccer.com
Objaśnienia:
1Drużyna gospodarzy jest wymieniona po lewej stronie tabeli.
Kolory: zielony – zwycięstwo gospodarzy, żółty – remis, różowy – zwycięstwo gości.
Objaśnienia:
1. B71 Sandoy wycofał się z rozgrywek, przez co uznano wszystkie mecze, które miał rozegrać za niedobyte.
2. SÍ Sumba wygrał mecz walkowerem.

## Najlepsi strzelcy
| Bramki | Strzelcy                 | Drużyna        |
| ------ | ------------------------ | -------------- |
| 46     | Rannvá Andreasen         | KÍ Klaksvík    |
| 37     | Malena Josephsen         | KÍ Klaksvík    |
| 28     | Halltóra Joensen         | HB Tórshavn    |
| 21     | Vivian Bjartalíð         | KÍ Klaksvík    |
| 17     | Elsa Maria Simonsen      | KÍ Klaksvík    |
| 16     | Heidi Heinesen           | GÍ Gøta        |
| 15     | Mary-Ann Zachariassen    | B68 Toftir     |
| 13     | Maibritt Olsen           | B68 Toftir     |
| 11     | Hansa Mikkelsen          | GÍ Gøta        |
| 10     | Malan á Dunga            | HB Tórshavn    |
| 9      | Arnbjørg Danielsen       | B36 Tórshavn   |
| 9      | Bára Klakstein           | KÍ Klaksvík    |
| 9      | Oddvá Kristiansdóttir    | B68 Toftir     |
| 9      | Vivian Unadóttir         | HB Tórshavn    |
| 8      | Kristina Eyðbjørnsdóttir | B68 Toftir     |
| 8      | Eyðfríð Kristiansen      | HB Tórshavn    |
| 8      | Ása Dam á Neystabø       | B36 Tórshavn   |
| 8      | Lydia Vesturtún          | EB/Streymur    |
| 7      | 3 zawodniczki            | 3 zawodniczki  |
| 6      | 2 zawodniczki            | 2 zawodniczki  |
| 5      | 4 zawodniczki            | 4 zawodniczki  |
| 4      | 4 zawodniczki            | 4 zawodniczki  |
| 3      | 10 zawodniczek           | 10 zawodniczek |
| 2      | 8 zawodniczek            | 8 zawodniczek  |
| 1      | 27 zawodniczek           | 27 zawodniczek |
| sam.   | 4 zawodniczki            | 4 zawodniczki  |

## Nagrody
Na koniec sezonu FSF Føroya przyznał nagrody dla najlepszych graczy sezonu. Ostateczne wyniki prezentowały się więc następująco:
| Nagroda             | Piłkarz            | Drużyna     |
| ------------------- | ------------------ | ----------- |
| Piłkarz Roku        | Rannvá Andreasen   | KÍ Klaksvík |
| Bramkarz Roku       | Randi Wardum       | HB Tórshavn |
| Trener Roku         | Jón Harald Poulsen | KÍ Klaksvík |
| Młody Zawodnik Roku | Mary-Ann Isaksen   | B68 Toftir  |